# Clastobryopsis robusta
Clastobryopsis robusta là một loài Rêu trong họ Sematophyllaceae. Loài này được (Broth.) M. Fleisch. mô tả khoa học đầu tiên năm 1923.